# Harvey Elliott
Harvey Daniel James Elliott (Chertsey, 2003. április 4. –) angol utánpótlás válogatott labdarúgó, középpályás. A Premier League-ben szereplő Liverpool játékosa.

## Pályafutása

### Klubcsapatokban

#### Fulham
Elliott pályafutása kezdetén a Queens Park Rangers és a Fulham akadémiáján nevelkedett. A Fulham felnőtt csapatában tizenöt éves korában mutatkozott be egy Millwall elleni Ligakupa-mérkőzésen 2018. szeptember 25-én. A 81. percben csereként állt be Floyd Ayité helyére. 15 évesen és 174 naposan a klub és a kupasorozat történetének legfiatalabb játékosa lett. 2019. május 4-én a Premier League-ben is bemutatkozhatott. A Wolverhampton Wanderers ellen 1-0-ra elveszített bajnokin a 88. percben lépett pályára. Ezzel ő lett az angol első osztályú bajnokság történetének legfiatalabb játékosa 16 évesen és 30 naposan, átadva a múltnak Matthew Briggs vonatkozó rekordját.

#### Liverpool
2019. július 27-én aláírt a Liverpoolhoz, majd még ugyanezen a a napon pályára lépett a Napoli elleni felkészülési mérkőzésen. 2019. szeptember 25-én, egy Ligakupa-találkozón mutatkozott be tétmérkőzésen a csapatban a Milton Keynes Dons ellen. 16 évesen és 174 naposan ő lett a legfiatalabb játékos, aki kezdőént kapott lehetőséget a Liverpoolban és a másodiik legfiatalabb Jerome Sinclair után, aki tétmérkőzésen szerepelt a klub színeiben. A következő hónapban lwehetőséget kapott az Arsenal ellen büntetőkkel megnyert hazai Ligakupa-mérkőzésen is, így 16 évesen és 209 naposan ő lett a legfiatalabb, aki Liverpool-játékosként pályára lépett az Anfield Roadon. 2020. január 2-án a Premier League-ben is bemutatkozhatott a Sheffield United elleni 2–0-s hazai győzelem alkalmával. 2020. július 6-án aláírta első profi szerződését is a klubbal.

### Blackburn Rovers
2020 októberében a másodosztályban szereplő Blackburn Rovers vette kölcsön a szezon végéig. Október 21-én, a Watford ellen 3–1-re megnyert idegenbeli bajnokin mutatkozott be a csapatban. Első gólját három nappal később, a Coventry City elleni 4–0-s győzelem alkalmával szerezte.
2021 áprilisában megválasztották az év fiatal játékosának. A voksoláson a Reading játékosát, Michael Olise-t előzte meg. A 2020–2021-es szezont hét góllal és 11 gólpasszal zárta. A 2020 decemberében a Millwallnak lőtt gólját a klub szurkolói az év góljának választották. A szezon végén visszatért a Liverpoolhoz.

#### Visszatérés a Liverpoolhoz
2021. július 9-én új, hosszútávú szerződést írt alá a klubbal. Augusztus 22-én végigjátszotta a Burnley ellen 2–0-ra megnyert bajnokit. Szeptember 21-én, a Leeds United ellen Pascal Struijk szerelési kísérletének következtében súlyos bokasérülést szenvedett. A találkozót követően klubja megerősítette, hogy bokatörést szenvedett, majd szeptember 24-én Londonban megműtötték.

## Sikerei, díjai

### Klub
Liverpool
- Angol bajnok: 2024–25
- Angol ligakupa: 2021–22, 2023–24
- UEFA-szuperkupa: 2019
- FIFA-klubvilágbajnokság: 2019

### Válogatott
Anglia U21
- U21-es Európa-bajnokság: 2023, 2025

## További információ
- Harvey Elliott adatlapja a(z) Liverpool weboldalán (angolul)
- Harvey Elliott adatlapja a(z) Premier League weboldalán (angolul)
- Profilja a Fulham hivatalos honlapján
- Harvey Elliott adatlapja a Transfermarkt oldalon (angolul)
- Harvey Elliott adatlapja a Soccerway oldalon (angolul)